# João Sancho Pires

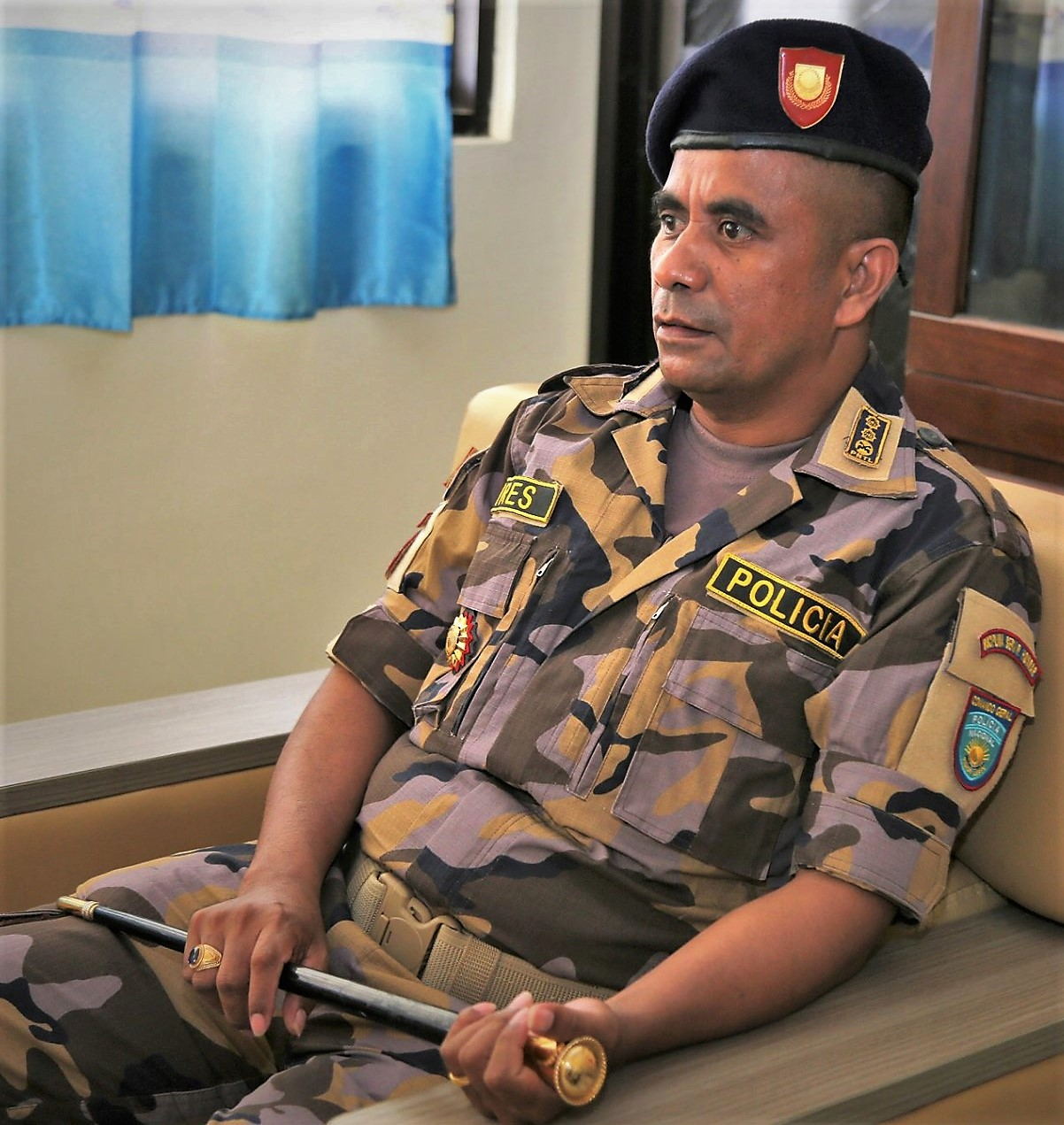
João Sancho Pires (2020)

João Sancho Pires ist ein osttimoresischer Beamter der Nationalpolizei Osttimors (PNTL). Er hat den Rang eines Superintendente inne.
Am 24. März 2010 wurde Pires, bisheriger Sub Inspector, zum Superintendente Assistente befördert. 2012 war er zweiter Kommandant der Polizei im Distrikt Baucau. Ab 2013 war Pires in führender Position bei der Unidade de Patrulhamento de Fronteira (UPF), der Grenzpolizei.  Von 2020 bis 2021 war er Kommandant der UPF. 2024 ist Pires zweiter Kommandant der Polizei in der Gemeinde Dili.